# 母 (1963年の映画)
『母』（はは）は、1963年11月8日に日本で公開された映画。戦後の広島を舞台に、逆境の中から愛に目覚め、新たなる生命を育んでいくひとりの女の生き方を感動的に謳いあげる。
なお、題字は岡本太郎が担当している。

## ストーリー
吉田民子（乙羽信子）は32歳。最初の夫は戦死、2度目の夫とも別れ、8歳の利夫（頭師佳孝）をつれて家を飛び出した。しかし民子が愛情を一心に注ぐ利夫を病魔が襲う。脳腫瘍、手術をしなければ盲目になるという。母の芳枝（杉村春子）に手術代を無心するがつれなく断られ、印刷屋の田島（殿山泰司）と3度目の結婚をする。男は母子に優しく、2人を励ます。しかし病魔は容赦せず、再び利夫は入院する。田島の「一日でも長く生かせてやりたい」という言葉に心を打たれる民子であった。

## スタッフ
- 監督・原作・脚本・美術：新藤兼人
- 製作：絲屋寿雄、能登節雄、湊保、松浦栄策
- 撮影：黒田清巳
- 音楽：林光

## キャスト
- 吉田民子：乙羽信子
- 芳枝：杉村春子
- 田島：殿山泰司
- 春雄：高橋幸治
- 利夫：頭師佳孝
- 医師：宮口精二
- 鯉口博士：佐藤慶
- 敏郎：加藤武
- マダムの男：武智鉄二
- マダム：小川眞由美
- 少女：夏川かほる
- 患者の若い妻：本山可久子
- 咲子：横山靖子
- 春雄の友人：加地健太郎
- 少女の連れの派手な男：吉田道紀
- 若い男：荒谷甫水
- 病院の患者：若杉彰